# Fenerbahçe SK
Fenerbahçe SK (turecky: Fenerbahçe Spor Kulübü) je profesionální turecký sportovní klub sídlící v Istanbulu, ve čtvrti Kadıköy. Název Fenerbahçe pochází složením dvou slov (fener = maják, bahçe = zahrada/pole), v překladu majákové pole. Tato středověká stavba se nachází nedaleko čtvrti Kadıköy. Sportovní klub byl založen v roce 1907 tureckými nadšenci do fotbalu, k němuž se později přidala další sportovní odvětví – atletika, basketbal, volejbal, box, veslování, závody plachetnic či stolní tenis.
Fotbalový klub je jedním ze tří, které nikdy nesestoupily z nejvyšší turecké domácí ligové soutěže – Süper Lig. Zbylými dvěma jsou jeho největší rivalové, istanbulské kluby Galatasaray SK a Beşiktaş JK. Fenerbahçe je z těchto tradičních hegemonů tureckého fotbalu nejúspěšnější v Süper Lig s 19 mistrovskými tituly, ten poslední je z roku 2014. Nejvíce mistrovských titulů měl také v předešlém období Istanbulské ligy hrané v první polovině 20. století. Dalšími triumfy jsou trofeje z domácího poháru a superpoháru. Domácí zápasy hraje na stadionu Fenerbahçe Şükrü Saracoğlu Stadyumu s kapacitou přes 52 000 diváků.
Čtvrtfinále v rámci Ligy mistrů UEFA v sezóně 2007/08 posunulo Fenerbahçe mezi 20 nejvýdělečnějších klubů na světě za rok 2009 podle Deloitte jako vůbec první klub z Turecka. Pozdější události byly negativního charakteru, když se klub ukázal být zapleten do turecké aféry s ovlivňováním zápasů z roku 2011. Kvůli tomuto prohřešku bylo klubu v sezóně 2011/12 znemožněno startovat v základní skupině Ligy mistrů.

## Historie

### Založení klubu (1907–1959)

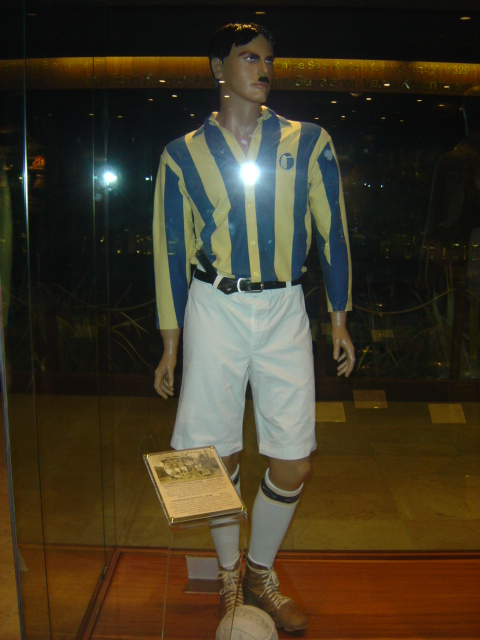
Dresy užívané v roce 1910

Fenerbahçe SK bylo založeno třemi fotbalovými nadšenci roku 1907. Jeho zakladatelé, Nurizade Ziya Bey (Ziya Songülen), Ayetullah Bey a Enver Necip Bey (Enver Necip Okaner), porušili založením klubu zákony Osmanské říše, které zakazovaly mladým tureckým mužům jakoukoliv sportovní aktivitu. Jeho existenci proto drželi dobře v tajnosti. Prvním prezidentem klubu byl jmenován Ziya Songülen. Ayetullah Bey se stal sekretářem nového klubu a Enver Necip Okaner generálním kapitánem. Majákové pole, ležící nedaleko sídla klubu, se stalo vzorem pro název i první oficiální logo. Barvami klubu byly zvoleny bílá a žlutá po vzoru narcisů, které rostly mezi majáky. První dresy tak oplývaly žluto-bílými pruhy. Klubové barvy však byly změněny velmi záhy, v roce 1910, kdy Topuz Hikmet (hráč klubu) navrhl změnu barev na žlutou a námořnickou modř, kterým klub zůstal věrný dodnes. Aktivity klubu byly legalizovány v roce 1908, kdy se (po změně právního systému) mohl každý klub registrovat a tím se stát oficiálním. Následně vstoupil klub do Istanbulské ligy a úvodní sezonu zakončil na pátém místě. V roce 1912 ligu ovládl neporažen.

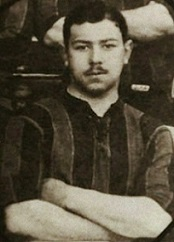
Topuz Hikmet spolu s vlastním realizovaným návrhem nového loga klubu

Během okupace Konstantinopole Brity v období Turecké války za nezávislost sehrálo Fenerbahçe mnoho zápasů s týmy zformovány britskými i francouzskými vojáky. Jejich soupeři se stali například Essex Engineers, Irish Guards, Grenadiers (granátníci) či tým dělostřelců. Fenerbahçe mnoho z těchto duelů vyhrálo a získalo cenné zkušenosti s mezinárodním fotbalem.
Po založení Turecké republiky Mustafou Kemalem Atatürkem, mimo jiné příznivcem Fenerbahçe, si klub zajistil osm titulů v období před založením turecké ligy na konci 50. let. Profesionální fotbal zastihl Fenerbahçe již začátkem 50. let ještě v Istanbulské lize.

### Süper Lig a druhá polovina 20. století (1959–1990)
V roce 1959 rozhodla Turecká fotbalová federace o založení národní ligy. Tato soutěž dostala název Milli Lig a Fenerbahçe bylo od samého založení vždy velkým favoritem na prvenství. Ještě před jejím založení totiž klub zvítězil 15× v Istanbulské lize a vítězil i v dalších soutěžích. Fenerbahçe opanovalo hned první ročník Milli Lig, když ve finálovém dvojduelu porazilo velkého rivala Galatasaray SK 4:1. Ziskem titulu si klub vybojoval premiérovou účast v Poháru mistrů. Následující ročníky ligové soutěže se staly soubojem tří klubů – Galatasaray SK, Beşiktaş JK a právě Fenerbahçe. V roce 1968 získal třetí jmenovaný zlatou hvězdu udělovanou za každých 5 mistrovských titulů, což se mu oficiálně povedlo jako prvnímu. Později však byly uznány soutěžními dva ročníky Federation Cupu a žlutomodří tak přišly o primát na úkor Beşiktaş JK.
V sezoně 1966/67 zvítězilo Fenerbahçe v prestižním Balkánském poháru, soutěži určené týmům z Balkánského poloostrova včetně Řecka či Bulharska. Ve finále porazilo 3:1 řecké AEK Athény ve třetím zápase, čímž se stalo prvním tureckým klubem, který zvítězil v mezinárodní soutěži.
V roce 1978 a 1983 se klubu 2× podařilo narušit ligovou nadvládu Trabzonsporu. Zejména rok 1983 byl pro něj velmi významný, protože získal 10. mistrovský titul a jako první tým připnul 2. zlatou hvězdu jako ocenění tohoto významného počinu. 80. a 90. léta však nebyla pro žlutomodré příliš úspěšná. Na domácím poli postupně ztráceli těžce vydobyté pozice, které obsadil především Beşiktaş JK, kterého doprovodilo Galatasaray SK. Na mezinárodním poli byl klub doslova neúspěšný a spadl do průměru, když nejlepším výsledkem tohoto období bylo osmifinále Poháru UEFA.[kdy?]
V sezóně 1988/89 stanovilo Fenerbahçe vedené Todorem Veselinovićem rekord Süper Lig v počtu vstřelených gólů – 103.
V závěru sezóny 1991/92 se utkalo s Gaziantepsporem a urodil se „nejdivočejší“ výsledek historie ligy, a to výhra domácího Fenerbahçe 8:4.

### 90. léta (1990–2000)
Carlos Alberto Parreira byl jediným trenérem, který v 90. letech učinil z Fenerbahçe mistra, zdařilo se mu to v sezóně 1995/96. Brazilec měl příležitost získat double, čemuž ale ve finále hraném na dva zápasy zabránilo Galatasaray, jehož trenér Graeme Souness zabodl vlajku Galatasaraye do středového kruhu stadionu Şükrü Saracoğlu a před rozhněvanými příznivci Fenerbahçe jej musel uchránit policejní kordon. Do nové sezóny vedl mužstvo z Istanbulu Sebastião Lazaroni, který ho v úvodu svého působení kvalifikoval do základní skupiny v Lize mistrů UEFA. Mezi Lazaroniho svěřenci vyčníval „míčový kouzelník“ Jay-Jay Okocha, posila za milion eur a jeden ze strůjců podzimních výher nad Galatasaray (4:0), Zeytinburnusporem (5:1) nebo Antalyasporem (4:0). Ačkoliv mužstvo zakončilo skupinovou fázi na třetím nepostupovém místě, šokovalo Manchester United výhrou 1:0 na jeho stadionu a zastavilo jeho domácí neporazitelnost na evropské scéně trvající od roku 1956. Jarní ligové závody za mistrovským titulem čítaly hned čtveřici klubů, z nichž se nakonec radovalo Galatasaray.

### Návrat na výsluní slávy (2000–2015)
Neuspokojivé čtvrté místo a pohárové vyřazení od druholigového tureckého klubu v sezóně 1999/00 vedlo klubové představitele k angažování trenéra národního týmu Mustafy Denizliho. Navzdory odchodům útočníka Viorela Moldovana, záložníka Tayfuna Korkuta a obránce Alpaye zacílilo Fenerbahçe po pěti letech na titul, přerušilo čtyřleté kralování Galatasaray a vyrovnalo ho na prvním místě v počtu titulů (14).[zdroj?] Ač postrádalo gólového útočníka, dovednosti záložníků Elvira Baljiće a Haima Reviva, křídla Milana Rapaiće a Kenneta Anderssona sehrály zásadní roli v této kampani. Před další sezónou upoutal pozornost odchod Reviva k úhlavnímu nepříteli Galatasaray. Předkolo Ligy mistrů s Rangers doprovodil incident spjatý s výstředním brankářem Rüştü Reçberem, který strčil do soupeřova útočníka Michaela Molse, na rozdíl od Molse ovšem nebyl vyloučen a vyvázl se žlutou kartou. Ve skupině Fenerbahçe nezískalo ani bod. Nezdařilou obhajobu měli napravit argentinský reprezentant Áriel Ortega, hostující ukrajinský útočník Serhij Rebrov, turecký útočník Tuncay Şanlı nebo reprezentační obránce Fatih Akyel.
Následující sezona sice nebyla příliš úspěšnou, když tým skončil na 6. místě a zároveň přišel o možnost získat jako první 3. zlatou hvězdu (tu získal Galatasaray), ale fanouškům zůstane v mysli především památné vítězství 6:0 právě nad největším rivalem.
Nové hvězdy pod vedením trenéra Christopha Dauma dokázali získat třetí hvězdu již v sezóně 2003/04, i když se předchozí posily neujaly a pryč odešel i brankář Reçber či záložník Samuel Johnson, který byl propuštěn, aby se uvolnilo místo pro jiného hráče z ciziny. Daumovi svěřenci dokázali obhájit a třetí titul v řadě jim unikl až v posledním kole proti Denizlisporu, kdy k titulu nestačil ani zisk 81 bodů, nejvyšší v historii klubu.[zdroj?] Německý trenér později rezignoval. Pětiletá éra, během které získal klub tři tituly (17) a dvě druhá místa. Fenerbahçe si znovu vydobylo pozici na čele tabulky mistrovských týmů i tureckého klubového fotbalu.

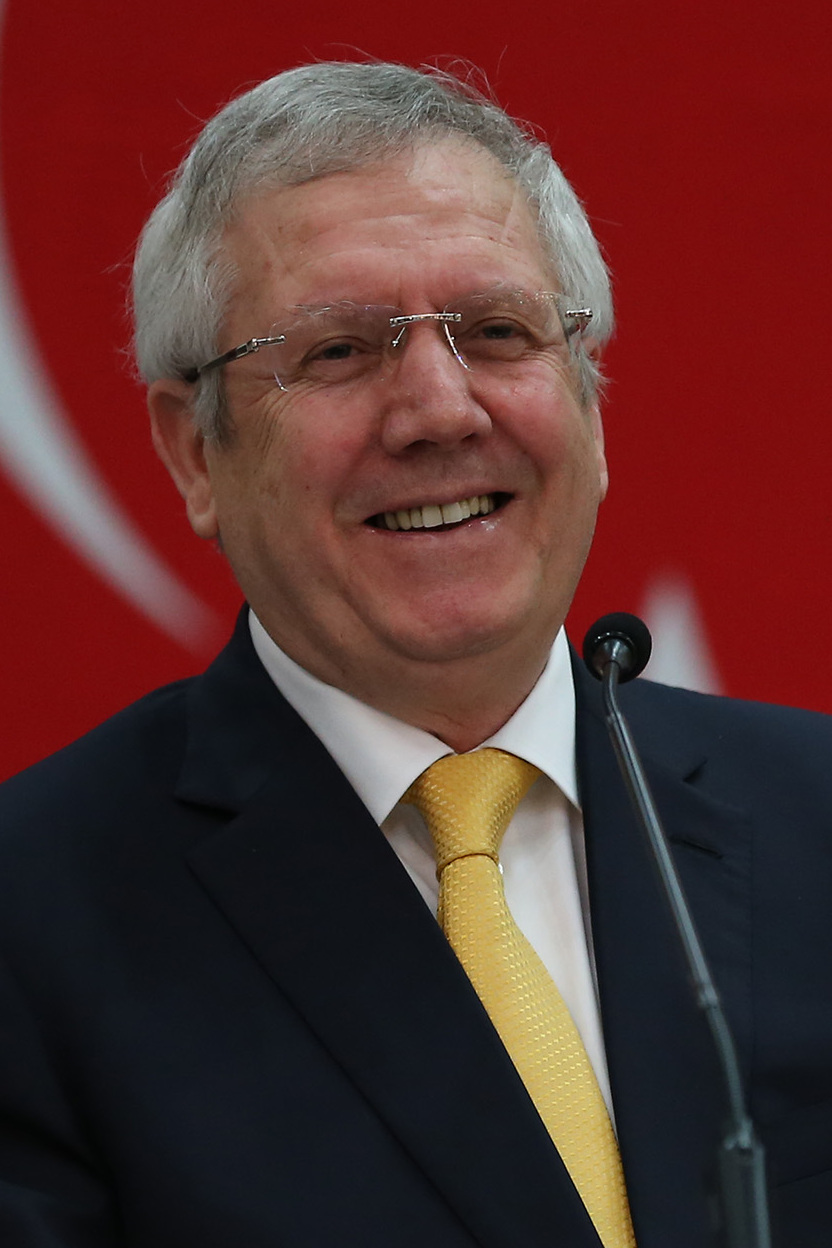
Aziz Yıldırım, obviněný prezident klubu

11. ledna 2007 bylo Fenerbahçe v rámci 100. výročí klubu oficiálně pozváno do společnosti nejbohatších fotbalových klubů světa, tzv. G-14. O rok později byl klub uveden do Guinnessovy knihy rekordů za největší počet získaných trofejí a medailí na světě, obsahující 1134 „kusů“. Zároveň zaznamenal dopud nejlepší umístění v rámci evropských pohárů. V ročníku 2007/08 Ligy mistrů dokráčel až do čtvrtfinále, kde ho po vyrovnaném průběhu dvojutkání vyřadila Chelsea FC. Sezona 2009/10 skončila opět šokem, když do posledního kola vedoucí Fenerbahçe zaváhalo a přenechalo titul premiérovému držiteli z Bursasporu. Samo pak obsadilo druhé místo.

#### Korupční skandál 2011
V sezoně 2010/11 získalo Fenerbahçe historický 18. mistrovský titul, když díky lepšímu skóre ze vzájemných zápasů odsunulo Trabzonspor na druhé místo. Jeho kapitán Alexandro da Souza se s 28 góly stal nejlépe střílejícím cizincem v historii Süper Lig. Po skončení sezony se však vynořily indicie naznačující skandál s ovlivňováním zápasů gigantických rozměrů. Policie obvinila mnoho lidí včetně prezidenta istanbulského klubu Azize Yıldırıma. Policie prokázala ovlivnění 18 zápasů klubu v této sezoně, načež UEFA vyřadila klub z aktuálního ročníku Ligy mistrů, kde ho nahradil vicemistr Trabzonspor. Kauza však ještě není ukončena a Fenerbahçe hrozí mnohem větší trest včetně odebrání titulu či zakázání startu v Süper Lig či v soutěžích pořádaných UEFA. Rozhodnutí o vyřazení z Ligy mistrů rozpoutalo velké protesty i násilí na stadionech, za což dostal klub trest v podobě prázdných tribun. Později zmírnila Turecká fotbalová federace trest tak, že na stadion mohly pouze ženy a děti. I přes velmi neobvyklý trest se podařilo zápasy vyprodat!

### Poslední roky (2015–dnes)
Po sezóně 2017/18, kdy Fenerbahçe skončilo druhé za Galatasaray, přišel útlum a v polovině sezóny 2018/19 byl tým dva body od posledního místa. Hrozilo proto, že se poprvé od sezóny 2002/03 neumístí v první čtveřici.
Výkonnostní krizi způsobily akvizice vyhaslých hvězd ze zahraničí jako byli stoper Martin Škrtel, útočník Roberto Soldado, záložník Mathieu Valbuena nebo hostující ofenzivní hráči jako André Ayew a Islám Slimaní. Mladí domácí hráči i kvůli těmto posilám neměli prostor na prosazení se.
Klub se rovněž musel vzpamatovat ze závěrečného období pod Azizem Yildirimem, jenž vedl klub přibližně 20 let. Nákladné posily v závěru jeho éry klubu přitížily a komplikovaly situaci novému šéfovi jménem Ali Koç, podnikateli a členovi jedné z nejbohatších tureckých rodin. Ten odhalil, že celková výše dluhů dosahuje v přepočtu asi 550 milionů liber šterlinků.
Koç dosadil do funkce sportovního ředitele Damiena Comolliho z Anglie, ten totiž působil v podobných funkcích v klubech Premier League (Liverpool, Tottenham).
Ten vstoupil do funkce v roce 2018, ale jeho volba Phillipa Cocua jakožto trenéra mužstva se nevydařila. Cocu byl po čtyřech měsících odvolán, za deset zápasů nasbíral pět proher.
Od prosince 2018 tak vedl tým Ersun Yanal.
Do konce sezóny se mužstvo zmátořilo a umístilo se na 6. místě.

## Úspěchy

### Vyhrané domácí soutěže (fotbal)
- Süper Lig ( 19× )[22]
  - 1958/59, 1960/61, 1963/64, 1964/65, 1967/68, 1969/70, 1973/74, 1974/75, 1977/78, 1982/83, 1984/85, 1988/89, 1995/96, 2000/01, 2003/04, 2004/05, 2006/07, 2010/11, 2013/14[23]
- Türkiye Kupası (pohár) ( 6× )[24]
  - 1967/68, 1973/74, 1978/79, 1982/83, 2011/12, 2012/13[25][26]
- TFF Süper Kupa (Superpohár) ( 9× )[27]
  - 1968, 1973, 1975, 1984, 1985, 1990, 2007, 2009, 2014
- Başbakanlık Kupası ( 8× )
  - 1945, 1946, 1950, 1973, 1980, 1989, 1993, 1998
- İstanbul Şildi ( 4× )
  - 1929/30, 1933/34, 1937/38, 1938/39[28][29]
- İstanbul Kupası ( 1× )
  - 1945[28]

## Rivalita a klubová kultura

### Fenerbahçe versus Galatasaray
Souboj Fenerbahçe s Galatasaray je soubojem dvou historicky nejúspěšnějších klubů Turecka. Vzájemný zápas je největším v rámci Süper Lig a jedním z nejdivočejších derby na světě, které nezřídka provází násilí. V počátcích hrály v derby roli sociální rozdíly, kdy se Fenerbahçe vyhranilo jako klub obyčejných lidí, zatímco jejich rival byl vnímán jako klub pro aristokracii, postupem času se rozdíly smazaly. Derby nese název Kıtalar Arası, volně přeloženo jako Interkontinentální derby a naráží na skutečnost, že Fenerbahçe sídlí v asijské části města, zatímco Galatasaray v té evropské.
První zápas mezi budoucími rivaly se odehrál roku 1909, na obrátkách nabralo derby v únoru 1934, kdy se přátelský zápas proměnil v šarvátku. V roce 1989 předvedli fotbalisté Fenerbahçe „comeback“, když po prvním poločase pohárového zápasu prohrávali 0:3, aby čtyřmi góly ve druhém poločase nepříznivý výsledek otočili. Do paměti fanoušků se zapsal také finálový neúspěch Fenerbahçe v tureckém poháru, které mělo v závěru sezóny 1995/96 na dosah double. Výsledek 0:1 z prvního venkovního zápasu dohnalo vlastní výhrou 1:0, prodloužení ale rozhodl velšský útočník Galatasaraye Dean Saunders. Trenér Graeme Souness v afektu zabodl vlajku Galatasaraye do středového kruhu, což vyvolalo prodkou reakci domácích fanoušků a Souness se s hráči dostal ze stadionu až po několika hodinách s policejní eskortou. V únoru 2002 vyhrálo Fenerbahçe ligový střet 1:0, hráči ligu vedoucího rivala jej ale dohrávali v sedmi hráčích. Všechny čtyři červené karty vytasil rozhodčí ve druhém poločase, jediný gól padl již v tom prvním.
Pro Fenerbahçe úspěšná sezóna 2006/07 nabídla dvě dramatická střetnutí – to prosincové dopadlo výhrou Fenerbahçe 2:0, poslední ligové kolo na druhém ze stadionů se naopak za stavu 2:1 pro Fener nedohrálo a v průběhu druhého poločasu byl zápasem rozhodčím ukončen, poté co domácí příznivci pokračovali v používání pyrotechniky, ničili sezení a házeli lahve, sedačky a další věci na trávník. Turecká média označila den zápasu za „černou sobotu“. V dubnu 2009 se fanoušci nedočkali jediného gólu, k vidění naopak byly čtyři vyloučení, poté co obránce „Feneru“ Diego Lugano udeřil zezadu hlavou záložníka Emreho, který se skácel k zemi, načež vypukla potyčka.

### Fenerbahçe versus Beşiktaş
Fenerbahçe a Beşiktaş jsou dva ze tří největších tureckých klubů. Fenerbahçe pochází z asijské části Istanbulu, oproti tomu Beşiktaş vzešel z pracující chudiny evropské části města. Fenerbahçe má navrch v počtu titulů a nejintenzivnější turecké derby prožívá s Galatasaray, mezitím Beşiktaş je považován za „ten třetí klub“.
Fenerbahçe dominovalo tureckému fotbalu v 70. letech, oproti tomu Beşiktaş tuto dekádu čekal na titul. Éra 90. let situaci otočila a byl to Beşiktaş, kdo se přel s Galatasaray o první místo, zatímco Fenerbahçe opanovalo ligu jednou. Od dubna 2005 do listopadu 2009 drželo Fenerbahçe s rivalem ligovou neporazitelnost. V květnu 2009 čelilo Fenerbahçe ve finále domácího poháru Beşiktaşi, které mohlo po zisku titulu vybojovat double. Právě trofej z Türkiye Kupası se Fenerbahçe vyhýbala od roku 1983, ovšem na triumf si jeho příznivci museli po finálové prohře 2:4 počkat ještě rok.
Trenéři Christoph Daum a Mustafa Denizli náleží mezi ty, kteří trénovali v obou klubech.

### Fanouškovské skupiny
Jednou ze známých fanouškovských skupin je levicově orientovaná Vamos Bien.

## Soupiska
K 29. červenci 2022
| Číslo |             | Pozice | Hráč                                 |
| ----- | ----------- | ------ | ------------------------------------ |
| 1     | Turecko     | B      | Altay Bayındır (kapitán)             |
| 4     | Turecko     | O      | Serdar Aziz                          |
| 5     | Brazílie    | Z      | Willian Arão                         |
| 6     | Německo     | Z      | Max Meyer                            |
| 7     | Turecko     | O      | Ferdi Kadıoğlu                       |
| 8     | Turecko     | Z      | Mert Hakan Yandaş                    |
| 9     | Uruguay     | Ú      | Diego Rossi                          |
| 11    | Německo     | Ú      | Mërgim Berisha                       |
| 13    | Ekvádor     | Ú      | Enner Valencia                       |
| 14    | Řecko       | Z      | Dimitrios Pelkas                     |
| 15    | Norsko      | Ú      | Joshua King                          |
| 17    | Turecko     | Z      | İrfan Kahveci                        |
| 18    | Brazílie    | Z      | Lincoln                              |
| 19    | Turecko     | Ú      | Serdar Dursun                        |
| 21    | Nigérie     | O      | Bright Osayi-Samuel                  |
| 22    | Portugalsko | Ú      | Bruma (na hostování z PSV Eindhoven) |
| 23    | Turecko     | Z      | Muhammed Gümüşkaya                   |
| 24    | Tanzanie    | Ú      | Mbwana Samatta                       |

| Číslo |                                | Pozice | Hráč                                       |
| ----- | ------------------------------ | ------ | ------------------------------------------ |
| 25    | Turecko                        | Z      | Arda Güler                                 |
| 26    | Slovinsko                      | Z      | Miha Zajc                                  |
| 27    | Portugalsko                    | Z      | Miguel Crespo                              |
| 28    | Uruguay                        | O      | Mauricio Lemos                             |
| 30    | Turecko                        | O      | Nazım Sangaré                              |
| 32    | Konžská demokratická republika | O      | Marcel Tisserand                           |
| 33    | Turecko                        | O      | Çağtay Kurukalıp                           |
| 37    | Česko                          | O      | Filip Novák                                |
| 41    | Maďarsko                       | O      | Attila Szalai                              |
| 44    | Sierra Leone                   | O      | Steven Caulker                             |
| 54    | Turecko                        | B      | Ertuğrul Çetin                             |
| 58    | Turecko                        | Ú      | Tiago Cukur                                |
| 77    | Turecko                        | O      | Burak Kapacak                              |
| 80    | Turecko                        | Z      | İsmail Yüksek                              |
| 99    | Turecko                        | Ú      | Emre Mor                                   |
|       | Itálie                         | Ú      | João Pedro                                 |
|       | Brazílie                       | O      | Luan Peres                                 |
|       | Brazílie                       | O      | Gustavo Henrique (na hostování z Flamenga) |

## Slavní hráči a trenéři
| - Zeki Rıza Sporel (470 gólů) - Alattin Baydar (362 gólů) - Fikret Arıcan (231 gólů) - Muzaffer Çizer (181 gólů) - Naci Bastoncu (232 gólů) - Melih Kotanca (204 gólů) - Cihat Arman (brankář) - Lefter Küçükandonyadis (423 gólů) - Cemil Turan (194 gólů) - Müjdat Yetkiner (763 zápasů) - Aykut Kocaman - Rüştü Reçber - Tuncay Şanlı - Volkan Demirel | - Elvir Bolić - Roberto Soldado - Nicolas Anelka - Mathieu Valbuena - Harald Schumacher - Dirk Kuijt - Pierre van Hooijdonk - Robin van Persie - Nani - Viorel Moldovan - Martin Škrtel | - Jay-Jay Okocha - Uche Okechukwu - Diego Lugano - Alex - André Santos - Roberto Carlos - Stephen Appiah |

## Trenéři

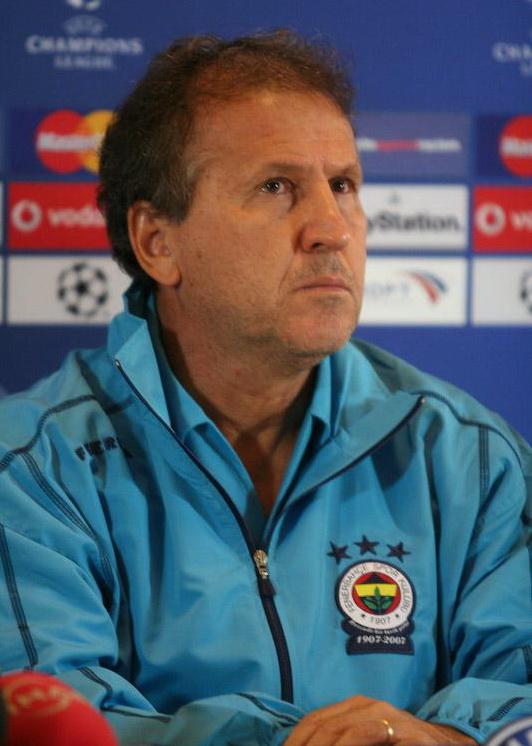
Bývalý brazilský fotbalista Zico též trénoval Fenerbahçe

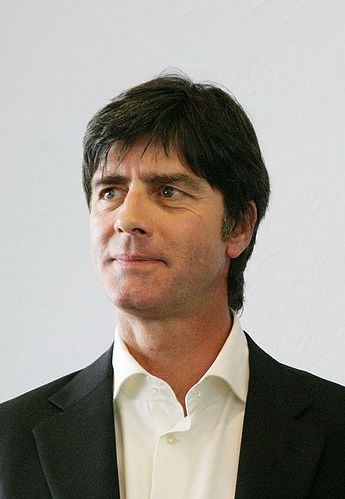
Joachim Löw (fotka z roku 2006) trénoval Fenerbahçe v závěru minulého století

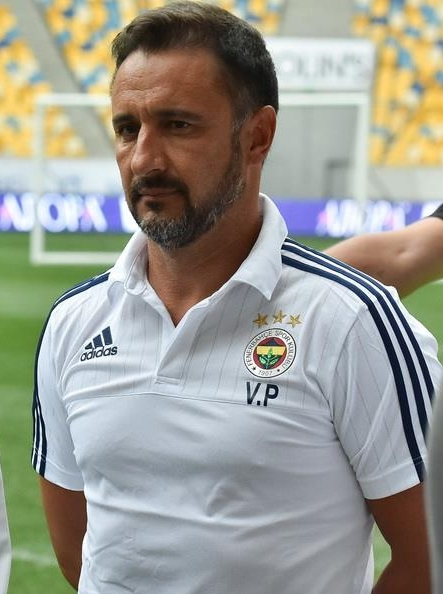
Vítor Pereira trénoval tým Fenerbahçe hned dvakrát

| Období od     | Období do     | Trenér                  |
| ------------- | ------------- | ----------------------- |
| červenec 1970 | červen 1971   | Constantin Teaşcă       |
| červenec 1971 | červen 1972   | Sabri Kiraz             |
| červenec 1972 | červen 1975   | Didí                    |
| červenec 1975 | prosinec 1975 | Necdet Niş              |
| prosinec 1975 | červen 1976   | Abdulah Gegić           |
| říjen 1976    | červen 1978   | Tomislav Kaloperović    |
| červenec 1978 | červen 1979   | Necdet Niş              |
| červenec 1979 | listopad 1979 | Şükrü Ersoy             |
| červenec 1980 | březen 1982   | Friedel Rausch          |
| červenec 1982 | červen 1984   | Branko Stanković        |
| červenec 1984 | červen 1985   | Todor Veselinović       |
| červenec 1985 | červen 1986   | Kálmán Mészöly          |
| červenec 1986 | červen 1987   | Branko Stanković        |
| říjen 1987    | červen 1988   | Pál Csernai             |
| červenec 1988 | červen 1990   | Todor Veselinović       |
| červenec 1990 | červen 1991   | Guus Hiddink            |
| srpen 1991    | srpen 1991    | Tınaz Tırpan            |
| září 1991     | červen 1993   | Jozef Vengloš           |
| červenec 1993 | prosinec 1994 | Holger Osieck           |
| prosinec 1994 | červen 1995   | Tomislav Ivić           |
| červenec 1995 | červen 1996   | Carlos Alberto Parreira |
| červenec 1996 | únor 1997     | Sebastião Lazaroni      |
| únor 1997     | březen 1998   | Todor Veselinović       |
| červenec 1997 | březen 1998   | Otto Barić              |
| červenec 1998 | červen 1999   | Joachim Löw             |
| červenec 1999 | červen 2000   | Zdeněk Zeman            |
| červenec 1999 | červen 2000   | Turhan Sofuoğlu         |
| červenec 2000 | leden 2002    | Mustafa Denizli         |
| leden 2002    | prosinec 2002 | Werner Lorant           |
| prosinec 2002 | červen 2003   | Oğuz Çetin              |
| červenec 2003 | červen 2006   | Christoph Daum          |
| červenec 2006 | červen 2008   | Zico                    |
| červenec 2008 | červen 2009   | Luis Aragonés           |
| červenec 2009 | červen 2010   | Christoph Daum          |
| červen 2010   | květen 2013   | Aykut Kocaman           |
| červen 2013   | srpen 2014    | Ersun Yanal             |
| červenec 2014 | květen 2015   | İsmail Kartal           |
| červenec 2015 | srpen 2016    | Vítor Pereira           |
| srpen 2016    | červen 2017   | Dick Advocaat           |
| červenec 2017 | červen 2018   | Aykut Kocaman           |
| červenec 2018 | říjen 2018    | Phillip Cocu            |
| říjen 2018    | prosinec 2018 | Erwin Koeman            |
| prosinec 2018 | březen 2020   | Ersun Yanal             |
| březen 2020   | červen 2020   | Zeki Göle               |
| červen 2020   | červenec 2020 | Tahir Karapınar         |
| srpen 2020    | březen 2021   | Erol Bulut              |
| březen 2021   | červen 2021   | Emre Belözoğlu          |
| červenec 2021 | prosinec 2021 | Vítor Pereira           |
| leden 2022    | červen 2022   | İsmail Kartal           |
| červen 2022   | —             | Jorge Jesus             |

Zdroj: